# Хамити
Хамити или хамитски народи, представљају једну од две гране велике афроазијске, тј. некадашње хамитскосемитске етно-лингвистичке породице која обухвата више народа. Хамити се даље гранају на више огранака и раширени су кроз северну Африку.
По предању, име су добили по Нојевом сину Хаму.

## Етнографија
Хамити се деле на више огранака, то су:
- А) Кушити, у који живе у Етиопији, Кенији, Сомалији, Џибутију, Судану.

- Представници су им:
- Беџа - више племена, нека су семитизирана; Агав; Камбата; Оромо (Гала), данас 11 народа; Сомалци, данас 12 народа; Сидамо; Афар или Данакил (2 народа): Афар и Сахо.

- Б)Омотички народи, данас подељени на 52 народа: Бана-Хамар, Баскето, Гимира, Кафа, Каро.

- Ц) Бербери они живе кроз северну Африку и обухватају многа племена у Мароку, Алжиру, Тунису, Либији, Египту, Мауританији, Малију, Чаду и Нигеру,: Кабили, Шавија, Туареги, Рифи, Зенага, Гуанчи, Схилха, Зуара.

- Д) Египатска грана: стари Египћани, и данашњи потомци Копти, чији се литургијски језик данас користи у египатској коптској цркви. Придошли Египатски Арапи, семитски су народ етнички и језично несродан старим Египћанима.

- Ф) Чадски народи.

## Обичаји
Антрополози Хамите деле на источне и западне. О њиховим миграцијама на тло Африке познато је мало. Културно се разликују и према локалитету. Берберска племена северне Африке, звани и Имазиген, живе или као номади (Туарези) или по малим независним селима као фармери и од занатства. Од 7. века многи су исламизирани. Туарези су организовани по племенима и са феудалним системом који се састоји од племићких породица и вазала и робова не-Туарега. Својим караванима камила путују великим пространствима Сахаре. Кушити источне Африке живе од сточарства, али има и скупина које се баве ловом, риболовом и сакупљањем. Тако Кушити из Кеније из племена Бони, Вата, Јака и Дахало ловци су и сакупљачи који живе организовани по малим скупинама, али у новије време и они постају сточари. Номади су и племе Боран из североисточне Кеније, броје око 70,000. У Дистриктима Мојале и Марсабит живе Бурји, они су седелачки фармери, узгајају цереалије, али и кафу, памук и дуван. Племе Дасени такође обрађује тло након сезоне киша, и лови рибу на језеру Туркана. Племе Елмоло, традиционални рибари са језера Туркана хвата рибу са палминих сплавова. Данас су прихватили и комерцијални риболов, узгој стоке и туризам.

## Хамити у Библији
Према Библији, Хам најмлађи Нојев син и брат Јафетов и Семов, имао је 4 сина, то су Мисрајим (Мизраим), Куш, Пут и Ханан. Према Хаму дато је колективно име народима који су потекли од његових синова, то су Хамити. Хам се у Библији описује и као 'отац Ханана' (Пост 9, 18). Он се повезује и са Египтом. И код Копта, директних потомака старих Египћана Египат се назива Каме, Кеме, Кими и Кхеме. Стари Египћани називали су себе Кмтју (Кемету) и Кмем (Кмему) или црни народ. И Хамово име значи црн и могло би бити у вези са староегипатским и коптским именом за Египат. Иако име означава црну боју, Хамити нису црнци, и расно им не припадају, али они понекад знају бити тамније пути, слично као и Јевреји, али то није увек тако. Синови Хамови изродише 30 народа. Први на листи је Куш, он је најтамније пути и даде порекло Кушитима Етиопије. Међу њима познајемо народе и племена Сомалци, Рендилле, Гала, Бони, Борана, Габра, Орма, Sakye. Други је Мисрајим (Mitsrayim или Мизраим) и он даје порекло Египћанима. 
Трећи је Пут што даје порекло Либијцима. Четврти је Ханан, и од њега потекоше Хананци. Овде пак има лингвистичких проблема, Хананци, народ који је нестао, говорио је семитским језиком, сродним са јеврејским, ако не и истим. Библија их пак сврстава у Хамове потомке. Хананци који су говорили семитским језиком једини су који нису живели у северној Африци. Лингвистички воде се званично као чланови семитске породице. Од Ханана потекоше народи познати као Јебусејци (Јебуситес), Аморејци (Аморитес), Перизејци (Периззитес), Гиргашани (Гиргасхитес), Хивијци (Хивитес), Аркијци (Аркитес), Синијци (Синитес), Арвађани (Арвадитес), Семарјани (Земаритес) и Хамаћани (Хаматхитес). Либијци, Путови потомци, су такође говорили семитским језиком, и зна се да су били непријатељи Египћана. Стари Либијци. од Египћана називани Тјехену или Тјемеху, састојали су се од више народа, описани као тамнопути и брадати народ плавих очију који је живео полу-номадским животом. Плаве очи нису карактеристика црнаца.

## Хамитски језици
Хамитским језицима приписивали су се сви несемитски језици (берберски, кушитски и египатски), а данас су сврстани у афроазијску, тј. некадашњу хамитскосемитску породицу.